# 安慶緒
安 慶緒（あん けいしょ）は、唐代の軍人。燕の第2代皇帝。光烈帝安禄山の次男。

## 生涯
父の安禄山から晋王に封じられた。兄の安慶宗が玄宗によって誅殺されると、燕の皇太子は空位であったが、安禄山が洛陽で病を患い、視力を失って人間不信に陥り、奢侈にもふけるようになってから、親に対する孝を失った。安禄山は寵愛する段氏が産んだ異母弟の安慶恩を立太子する動向が見られ、安慶緒は自身が誅殺されるとおののいた。そのため聖武2年（757年）1月、唐軍とのにらみ合いが続く中で側近の厳荘や安禄山の側に仕えた宦官の李豬児とともに父を殺して、帝位を簒奪した。しかし暗愚で筋が通った考えを持たず人望のない安慶緒に、家臣の忠誠を繋ぎとめる事はもはや不可能であった。
天成元年（757年）10月、唐の粛宗に派遣された郭子儀らと回鶻の連合軍に長安と都城の洛陽を奪われ、黄河を渡り鄴に逃亡した。天成3年（759年）3月、有力部将の史思明の援軍によって唐の大軍勢を撃退したが、間もなく自身も史思明の裏切りで殺害された。
その後、史思明は安慶緒の軍勢を引継ぎ、本拠地の范陽に戻し、大燕皇帝を称するようになる。